# Frekvenca
Frekvénca je fizikalna količina oz. veličina, ki je določena kot število ponavljajočih se dogodkov v časovni enoti. Pri fiziki jo običajno označujemo z grško črko ν (ni) in pri tehniki s črko f.
{\displaystyle f=\nu ={\frac {\mathrm {stevilo\,dogodkov} }{\mathrm {enota\,casa} }}}
Recipročna vrednost frekvence je perioda T:
{\displaystyle T={\frac {1}{\nu }}}
Izpeljana enota SI za merjenje frekvence je s-1 ali Hz, poimenovan po nemškemu fiziku Heinrichu Rudolfu Hertzu. 1 Hz je enako en dogodek na sekundo.
Pri cikličnih pojavih, kot so vrtenje, nihanje in valovanje, je frekvenca podana kot {\displaystyle f={\frac {\mathrm {stevilo\,ciklov} }{\mathrm {enota\,casa} }}} enota je Herc. 1 Hz je enak en cikel na sekundo. V tem primeru recipročna vrednost za frekvenco je nihajni čas t0.
Rotacijske-vrteče mehanske naprave tradicionalno uporabljajo enoto »obratov na minuto« (angleško revolutions per minute, okrajšano rpm), ki je Mednarodni sistem enot ne dovoljuje, saj je »obrat« opis dogajanja, ne enota. En obrat na minuto je enak 1/60 Hz
{\displaystyle 1\,\mathrm {rpm} \Rightarrow f_{rot}=1\,{\frac {\mathrm {obrat} }{\mathrm {min} }}\cdot {\frac {1\,\mathrm {min} }{60\,\mathrm {s} }}=1\,{\frac {\mathrm {obrat} }{60\,\mathrm {s} }}=1\,{\frac {1}{60\,\mathrm {s} }}={\frac {1}{60}}\,\mathrm {Hz} \approx 0.01667\,\mathrm {Hz} }

## Perioda ali frekvenca
Za priročnejše zapisovanje dolga oz. počasna nihanja, kot so površinski morski valovi, običajno opisujemo s periodo namesto s frekvenco. Hitrejša nihanja, kot je zvočno in radijsko valovanje, pa opisujemo s frekvenco. Spodnja tabela našteva nekaj zgledov pretvorb:
| Frekvenca       | Perioda        |
| --------------- | -------------- |
| 1 mHz (10−3 Hz) | 1 ks (103 s)   |
| 1 Hz (100 Hz)   | 1 s (100 s)    |
| 1 kHz (103 Hz)  | 1 ms (10−3 s)  |
| 1 MHz (106 Hz)  | 1 μs (10−6 s)  |
| 1 GHz (109 Hz)  | 1 ns (10−9 s)  |
| 1 THz (1012 Hz) | 1 ps (10−12 s) |

## Merjenje
V osnovi frekvenco ponavljajočih se dogodkov izmerimo tako, da preštejemo število ponovitev v določenem časovnem razponu, nato pa delimo število z razponom. Za primer, če se v 15 sekundah zgodi 71 ponovitev, je frekvenca:
{\displaystyle f={\frac {71}{15\,{\text{s}}}}\approx 4.73\,{\text{Hz}}.}
Če je število ponovitev majhno, se natančnost izboljša z merjenjem časa, potrebnega za določeno število ponovitev namesto števila ponovitev v določenem času. Slednja metoda namreč uvede naključno napako pri štetju med nič in ena, torej povprečno 0,5. Napaka v rezultatu je enaka {\textstyle \Delta f={\frac {1}{2T_{\text{m}}}}} oz. v deležu {\textstyle {\frac {\Delta f}{f}}={\frac {1}{2fT_{\text{m}}}}}, kjer sta {\displaystyle T_{\text{m}}} interval merjenja in  {\displaystyle f} izmerjena frekvenca. Ta napaka se manjša z višanjem frekvence, zato pride do izraza predvsem pri nizkih frekvencah z majhno vsoto zabeleženih dogodkov (N).
Pri višjih frekvencah, kakršnim človeški čuti ne zmorejo več slediti, ali kjer je zahtevana visoka natančnost, moramo za merjenje uporabljati posebne merilne naprave.
Periodični naravni pojavi, kot je nihanje zraka, ki ga zaznamo kot zvok, ali elektromagnetno valovanje, ki ga vidimo kot svetlobo, običajno nimajo preproste frekvenčne sestave, da bi jih bilo možno opisati z eno vrednostjo. Tako kompleksno valovanje analiziramo s Fourierovo analizo, vrsto matematičnih orodij, ki razčlenijo valovanje na vsoto preprostih trigonometričnih funkcij, kar razkrije morebitne izstopajoče frekvenčne komponente in razpon frekvenc. Temu pravimo tudi spektralna analiza ali analiza v frekvenčni domeni.

### Merilniki frekvence
Periodične pojave višjih frekvenc običajno merimo z elektronskimi napravami. Fizične pojave, kot je vrtenje kolesa, v ta namen z ustreznimi tipali pretvorimo v spremembe električnih količin.
Analogni merilniki so namenjeni merjenju razmeroma nizkih frekvenc v območju nekaj 10 do nekaj 100 Hz. Med izvedbami sta merilnik z jezičkom in merilnik z vrtljivo tuljavo. Pri merilniku z jezičkom periodični pojav, kot je izmenični tok, prek elektromagneta vzbuja nihanje vrste kovinskih jezičkov rahlo različnih dolžin. Vidno niha tisti jeziček, ki je ob merjeni frekvenci v resonanci. Merilnik z vrtljivo tuljavo pa ima par dušilk, gibljivo vpetih na os pod pravim kotom med seboj in s kazalcem. Pri frekvenci, ki je v sredini merilnega razpona, je tok v obeh dušilkah enak, drugačne frekvence pa povzročijo neuravnovešenost tokov, kar povzroči odmik tuljav in z njima tudi kazalca.
Digitalni merilniki za višje frekvence beležijo število dogodkov v periodičnem vhodnem signalu in ga primerjajo s stabilnim notranjim oscilatorjem. V ta namen se uporabljajo zlasti kristalni oscilatorji, za izredno visoke frekvence pa cezijevi atomski oscilatorji.

## Dojemanje frekvence
Človek in drugi organizmi s svojimi čutili zaznavajo različne tipe nihanja v svojem okolju in jih uporabljajo za pridobivanje informacij o okolju. Mehanske vibracije podlage zaznavajo različni receptorji za tip, ki so pri človeku posebej skoncentrirani v konicah prstov. Različne frekvence, ki se vzbujajo ob drgnjenju kože ob podlago, možgani uporabijo, da razberejo teksturo površine. Še bolj specializirani sta čutili za zvok (nihanje zračnega tlaka) in svetlobo (elektromagnetno valovanje), ki sta občutljivi na določeno frekvenčno območje.

### Zvok
Zvok opredeljujemo kot longitudinalno nihanje delcev v zraku in drugih tekočinah, ki jih človek lahko zaznava (sliši) s svojimi ušesi. Frekvenčno območje človeškega sluha je v grobem 20 do 20.000 Hz, pri čemer s staranjem pada občutljivost na visoke frekvence in ljudje v zrelih letih običajno slišijo le do 15 ali 17 KHz. Druge živali imajo drugačne razpone občutljivosti. Frekvenčno območje pod 20 Hz imenujemo infrazvok, tisto nad 20 KHz pa ultrazvok.
Posamezne frekvenčne komponente zvoka imenujemo toni – višina tona, kot ga zazna uho, je sorazmerna z njegovo frekvenco. Vendar je človek v svojem okolju redko izpostavljen čistim tonom. Dojemanje frekvenčne sestave zvokov, kot sta človeški glas ali zvok glasbila, opisujemo z izrazom barva oz. kakovost zvoka.

### Svetloba
Svetloba je elektromagnetno valovanje, ki ga lahko človek zazna (vidi) s svojimi očmi. Spekter vidne svetlobe je del zveznega spektra elektromagnetnega valovanja med 400 in 700 nanometri valovne dolžine, kar ustreza frekvencam 750–420 terahercev. Sosednje območje z daljšimi valovnimi dolžinami in nižjo frekvenco imenujemo infrardeče valovanje, tisto s krajšimi valovnimi dolžinami in višjo frekvenco pa ultravijolično valovanje.
Ožje dele vidnega spektra zaznavamo kot barve; sposobnost zaznavanja barv – barvni vid – je povezana s prisotnostjo različnih tipov fotoreceptorjev v očesu, ki vsebujejo vidne pigmente, ki absorbirajo svetlobo različnih valovnih dolžin oz. frekvenc. Tako valovanje pri 400 THz (4×1014 Hz) zaznavamo kot rdečo svetlobo, valovanje pri 700-800 THz (8×1014 Hz) kot vijolično in ostale barve med tema skrajnostima. Človek ima v očesni mrežnici tri tipe fotoreceptorjev, ki izražajo največjo občutljivost na tri različne valovne dolžine svetlobe (temu pravimo trikromatski vid): kratko-, srednje- in dolgovalovne. Informacijo o tem, kateri razred je vzbujen, posreduje vidni živec možganom, kjer na tej podlagi nastane percepcija barve.